# زبان‌های سامبلی
زبان‌های سامبلی عضوی از خانواده زبان‌های لوزون مرکزی هستند که توسط سامبال‌ها، یک گروه قومی زبان‌شناس در مناطق ساحلی غربِ لوزون مرکزی و رشته کوه‌های زامبالس، صحبت می‌شود.

## جمعیت‌شناسی
بزرگترین زبانهای سامبلی به ترتیب سامبال، بولینائو و بوتولان با تقریباً ۲۰۰٬۰۰۰، ۱۰۵٬۰۰۰ و ۷۲٬۰۰۰ سخنگو، بر اساس آمار جمعیتی سال ۲۰۰۷ از طرف شورای هماهنگی آماری ملی (NSCB) هستند. این ارقام، جمعیت ترکیبی شهرهایی است که این زبان صحبت می‌شود.
برای زیر گروه قومی-زبانی سامبالی یا سامبال، تعداد تخمین زده شده سخنرانان، بر اساس کل جمعیت سانتا کروز، کندلاریا، ماسینلوک، پالائویگ و شهرهای ایبا در زامبالز است. برای زیر گروه سامبال بولینائو، تعداد پیش‌بینی شده سخنرانان از جمعیت ترکیبی شهرهای آندا و بولینائو در پانگاسینان گرفته شده‌است. از طرف دیگر، زیر گروه سامبال بوتولان، مجموعِ جمعیت شهرهای بوتولان و کابنگان را می‌گیرد. بقیه زبان‌های کوچکتری هستند که تقریباً به‌طور انحصاری در جوامع مختلف آئتا صحبت می‌شوند. در مجموع، تقریباً ۳۹۰٬۰۰۰ سخنران زبان سامبلی وجود دارد. سخنران‌ها را می‌توان در شهرهای دیگر زامبالس که در بالا ذکر نشده‌اند نیز یافت: شهر اولونگاپو، بتان، تارلک، و مترو منیلا
تخمین زده می‌شود ۶۰۰۰ سخنران در پانیتیان، کوزون، پالاوان و پورتو پرنسسا نیز یافت شود. این زبان همچنین توسط بسیاری از مهاجران فیلیپینی در ایالات متحده و کانادا صحبت می‌شود. به عنوان مثال، در دارتموث، نوا اسکوشیای کانادا، این زبان توسط یک قبیله از زامبال‌ها صحبت می‌شود. در کازینو نوا اسکوشیا در دریانوردیِ شهر هالیفاکس، گروهی از سامبال‌ها را می‌توان در حال ورق بازی کردن یافت. سازمان‌های اجتماعی فیلیپینی-آمریکایی سامبال زبان در سن دیگو و سانفرانسیسکو، کالیفرنیا و همچنین در هاوایی یافت می‌شوند.

## طبقه‌بندی داخلی
راجر استون (۲۰۰۸) زبانهای سامبلی را به شرح زیر طبقه‌بندی می‌کند.
- آیتا اَبلن، بوتولان سامبال
- تینا سامبال، بولینائو
- آیتا ماگ-ایندی، آیتا ماگ-انتسی
- آیتا آمبالا

آیتا مگبوکن در طبقه‌بندی استون (۲۰۰۸) قرار نگرفته‌است.

## روابط خارجی
زبان‌های سامبلی نزدیک‌ترین وابسته به زبان کاپامپانگان و به شکل کهنِ تاگالوگ که هنوز هم در تنی در استان ریزال صحبت می‌شود، است. این به این معنی است که سامبال زبانان زمانی در آن منطقه سکونت داشته‌اند، بعداً با مهاجرت تاگالوگ زبانان آواره شده‌اند که ساکنان اصلی را به سمت شمال به جایی که اکنون استان زامبالس است، سوق داده‌اند و در عوض آئتاها را آواره کرده‌است. همچنین ممکن است بین این سخنرانان زبان سامبلی و جمعیت استانهای جزیره ای مرینداک و رامبلن رابطه ای بر اساس نقاط اشتراک در برخی سنت‌ها و شیوه‌ها وجود داشته باشد.

## سخنرانان
سامبال (به اسپانیایی: زامبال) نام اشتراکی رایج برای همه سامبلی زبانان است. این اصطلاح همچنین به زیرگروه زبان سامبلی در شهرهای شمالی زامبالس منسوب می‌شود که اکثریت سامبال‌ها یا بیش از ۵۰ درصد (۲۰۰۰۰۰) از کل سامبلی زبانان (۳۹۰٬۰۰۰) را دربردارد. سامبال همچنین ممکن است به ساکنان زامبالس به‌طور کلی و به ساکنان بولینائو و آندا در پانگاسینان اطلاق شود.
| Sambalic Languages | Sambalic Languages | Sambalic Languages | Sambalic Languages | Sambalic Languages |
| ------------------ | ------------------ | ------------------ | ------------------ | ------------------ |
| Language           | Language           |                    | Speakers           | Speakers           |
| Sambal             | Sambal             |                    | ۲۰۰٬۰۰۰            | ۲۰۰٬۰۰۰            |
| Bolinao            | Bolinao            |                    | ۱۰۵٬۰۰۰            | ۱۰۵٬۰۰۰            |
| Botolan            | Botolan            |                    | ۷۲٬۰۰۰             | ۷۲٬۰۰۰             |
| Indi               | Indi               |                    | ۵٬۰۰۰              | ۵٬۰۰۰              |
| Antsi              | Antsi              |                    | ۴٬۲۰۰              | ۴٬۲۰۰              |
| Abellen            | Abellen            |                    | ۳٬۵۰۰              | ۳٬۵۰۰              |
| Ambala             | Ambala             |                    | ۲٬۰۰۰              | ۲٬۰۰۰              |
| Mariveleño         | Mariveleño         |                    | ۵۰۰                | ۵۰۰                |

## متن نمونه
در زیر ترجمه‌هایی در سامبال، بولینائو، و بوتولان از ضرب‌المثل ملی فیلیپینی "کسی که شروع خود را اذعان نکند به مقصد نخواهد رسید" و در ذیل اصل آن در تاگالوگ، است.
| زبان     | ترجمه                                                                                               |
| -------- | --------------------------------------------------------------------------------------------------- |
| تاگالوگ  | Ang hindi marunong lumingon sa pinanggalingan ay hindi makararating sa paroroonan.                  |
| انگلیسی  | He (She) who does not know how to look back at his (her) origin will not arrive at his destination. |
| بولینائو | Si [tawon] kai magtanda’ lumingap sa ibwatan [na], kai ya mirate’ sa keen [na].                     |
| بوتولان  | Hay ahe nin nanlek ha pinag-ibatan, ahe ahe makarateng ha lalakwen.                                 |
| سامبال   | Hiyay kay tanda mamanomtom ha pinag'ibatan, kay 'ya maka'lato ha ampako'tawan.                      |